# Östersjön (Degerfors socken, Värmland)
Östersjön är en sjö i Degerfors kommun i Värmland och ingår i Göta älvs huvudavrinningsområde. Sjön har en area på 0,487 kvadratkilometer och ligger 101,1 meter över havet. Sjön avvattnas av vattendraget Kvarntorpsbäcken.

## Delavrinningsområde
Östersjön ingår i det delavrinningsområde (657277-142097) som SMHI kallar för Utloppet av Östersjön. Medelhöjden är 109 meter över havet och ytan är 1,81 kvadratkilometer. Räknas de 4 avrinningsområdena uppströms in blir den ackumulerade arean 47,2 kvadratkilometer. Kvarntorpsbäcken som avvattnar avrinningsområdet har biflödesordning 3, vilket innebär att vattnet flödar genom totalt 3 vattendrag innan det når havet efter 280 kilometer. Avrinningsområdet består mestadels av öppen mark (28 procent) och jordbruk (37 procent). Avrinningsområdet har 0,46 kvadratkilometer vattenytor vilket ger det en sjöprocent på 25,6 procent.